# 李平 (1962年2月)
李平，（1962年2月—），安徽芜湖市人，主要從事中国古代文论和中国文化的教学和研究工作。兼任《学语文》杂志主编，“传统文化与现代化文丛”编辑委员会副主编，中国《文心雕龙》学会理事，安徽省文学学会理事。

## 生平
1991年安徽师范大学文艺学专业研究生毕业。现为安徽师范大学文学院教授，硕士生导师。

## 著作
著作有：《中国文化散论》（2001）、《气功与中国文化》（1998）、《道教文化》（1995）、《文心雕龙综论》（1999）、《梁启超传》（1997）、《文心雕龍研究史論》（2008）等。